# Zeev Buium

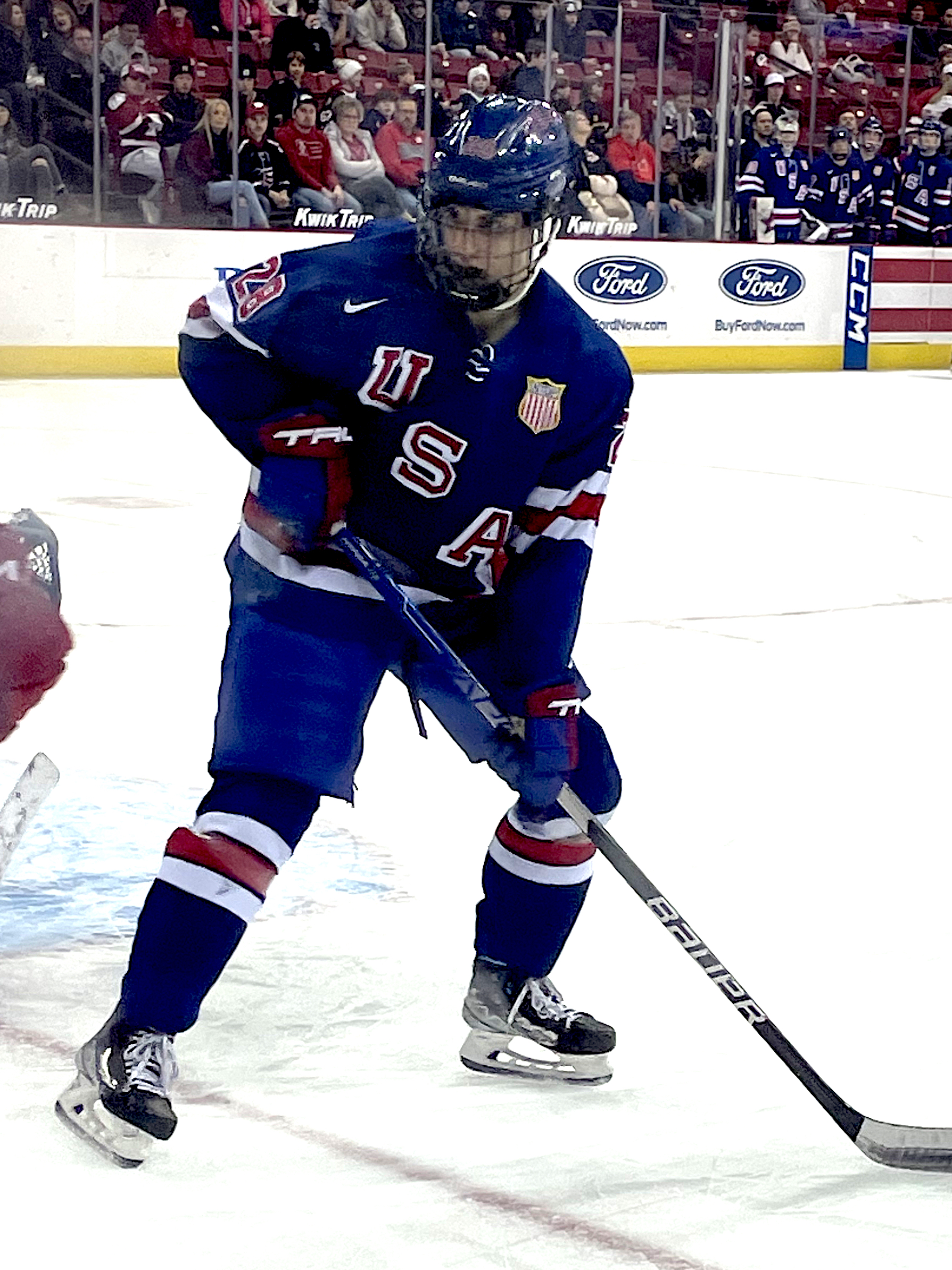
Zeev Buium en 2023.

Zeev Buium (né le 7 décembre 2005 à San Diego, État de la Californie) est un joueur professionnel américain de hockey sur glace. Il évolue au poste de défenseur. Son frère Shai est également joueur professionnel.

## Biographie

### Carrière en club
Buium commence sa carrière junior avec l'USNTDP Juniors dans l'USHL en 2021-2022. En 2023, il rejoint l'Université de Denver et évolue dans le championnat NCAA. Zeev Buium et son frère Shai remportent avec les Pioneers le Frozen Four 2024. Il est choisi au 1er tour, en 12e position par le Wild du Minnesota lors du repêchage d'entrée dans la LNH 2024. Le 20 avril 2025, il joue son premier match dans la Ligue nationale de hockey avec le Wild face aux Golden Knights de Vegas. Le 24 avril 2025, il enregistre son premier point, une assistance face aux Golden Knights.

### Carrière en équipe nationale
Il représente les États-Unis au niveau international. Il prend part aux sélections jeunes.

## Statistiques

### En club
| Saison    | Équipe             | Ligue |    | Saison régulière | Saison régulière | Saison régulière | Saison régulière | Saison régulière |   | Séries éliminatoires | Séries éliminatoires | Séries éliminatoires | Séries éliminatoires | Séries éliminatoires |
| Saison    | Équipe             | Ligue | PJ | B                | A                | Pts              | Pun              | PJ               | B | A                    | Pts                  | Pun                  |                      |                      |
| 2021-2022 | États-Unis 17 ans  | NTDP  | 49 | 4                | 9                | 13               | 16               | -                | - | -                    | -                    | -                    |                      |                      |
| 2021-2022 | USNTDP Juniors     | USHL  | 32 | 2                | 3                | 5                | 10               | -                | - | -                    | -                    | -                    |                      |                      |
| 2022-2023 | États-Unis 18 ans  | NTDP  | 63 | 5                | 35               | 40               | 44               | -                | - | -                    | -                    | -                    |                      |                      |
| 2022-2023 | USNTDP Juniors     | USHL  | 23 | 2                | 10               | 12               | 20               | -                | - | -                    | -                    | -                    |                      |                      |
| 2023-2024 | Pioneers de Denver | NCHC  | 42 | 11               | 39               | 50               | 20               | -                | - | -                    | -                    | -                    |                      |                      |
| 2024-2025 | Pioneers de Denver | NCHC  | 41 | 13               | 35               | 48               | 44               | -                | - | -                    | -                    | -                    |                      |                      |
| 2024-2025 | Wild du Minnesota  | LNH   | 0  | 0                | 0                | 0                | 0                | 4                | 0 | 1                    | 1                    | 4                    |                      |                      |

### En équipe nationale
| Année | Compétition                          |   | PJ | B | A | Pts | Pun | +/-           |  | Résultat |
| 2023  | Championnat du monde moins de 18 ans | 7 | 1  | 5 | 6 | 0   | +5  | Médaille d'or |  |          |
| 2024  | Championnat du monde junior          | 7 | 3  | 2 | 5 | 4   | +11 | Médaille d'or |  |          |
| 2025  | Championnat du monde                 | 8 | 1  | 3 | 4 | 0   | +2  | Médaille d'or |  |          |